# Liste des médaillés aux Jeux olympiques d'été de 1976
Cet article liste les athlètes ayant remporté une médaille aux Jeux olympiques d'été de 1976 à Montréal au Canada du 17 juillet au 1er août 1976.

## Athlétisme
| Épreuves          | Or                                                                               | Argent                                                                             | Bronze                                                                                       |
| ----------------- | -------------------------------------------------------------------------------- | ---------------------------------------------------------------------------------- | -------------------------------------------------------------------------------------------- |
| Hommes            |                                                                                  |                                                                                    |                                                                                              |
| 100 m             | Hasely Crawford (TRI)                                                            | Don Quarrie (JAM)                                                                  | Valeriy Borzov (URS)                                                                         |
| 200 m             | Don Quarrie (JAM)                                                                | Millard Hampton (USA)                                                              | Dwayne Evans (USA)                                                                           |
| 400 m             | Alberto Juantorena (CUB)                                                         | Fred Newhouse (USA)                                                                | Herman Frazier (USA)                                                                         |
| 800 m             | Alberto Juantorena (CUB)                                                         | Ivo Van Damme (BEL)                                                                | Rick Wohlhuter (USA)                                                                         |
| 1 500 m           | John Walker (NZL)                                                                | Ivo Van Damme (BEL)                                                                | Paul-Heinz Wellmann (RFA)                                                                    |
| 5 000 m           | Lasse Virén (FIN)                                                                | Dick Quax (NZL)                                                                    | Klaus-Peter Hildenbrand (RFA)                                                                |
| 10 000 m          | Lasse Virén (FIN)                                                                | Carlos Lopes (POR)                                                                 | Brendan Foster (GBR)                                                                         |
| Marathon          | Waldemar Cierpinski (RDA)                                                        | Frank Shorter (USA)                                                                | Karel Lismont (BEL)                                                                          |
| 110 m haies       | Guy Drut (FRA)                                                                   | Alejandro Casañas (CUB)                                                            | Willie Davenport (USA)                                                                       |
| 400 m haies       | Edwin Moses (USA)                                                                | Mike Shine (USA)                                                                   | Yauhen Hauvrylenka (URS)                                                                     |
| 3 000 m steeple   | Anders Gärderud (SWE)                                                            | Bronisław Malinowski (POL)                                                         | Frank Baumgartl (RDA)                                                                        |
| Relais 4 × 100 m  | États-Unis Harvey Glance Millard Hampton John Wesley Jones Steve Riddick         | Allemagne de l'Est Manfred Kokot Klaus-Dieter Kurrat Jörg Pfeifer Alexander Thieme | Union soviétique Aleksandr Aksinin Valeriy Borzov Nikolay Kolesnikov Juris Silovs            |
| Relais 4 × 400 m  | États-Unis Benjamin Brown Herman Frazier Fred Newhouse Maxie Parks               | Pologne Zbigniew Jaremski Jerzy Pietrzyk Ryszard Podlas Jan Werner                 | Allemagne de l'Ouest Bernd Herrmann Franz-Peter Hofmeister Lothar Krieg Harald Schmid        |
| 20 km marche      | Daniel Bautista (MEX)                                                            | Hans-Georg Reimann (RDA)                                                           | Roland Wieser (RDA)                                                                          |
| Saut en hauteur   | Jacek Wszoła (POL)                                                               | Greg Joy (CAN)                                                                     | Dwight Stones (USA)                                                                          |
| Saut en longueur  | Arnie Robinson (USA)                                                             | Randy Williams (USA)                                                               | Frank Wartenberg (RDA)                                                                       |
| Saut à la perche  | Tadeusz Ślusarski (POL)                                                          | Antti Kalliomäki (FIN)                                                             | Dave Roberts (USA)                                                                           |
| Triple saut       | Viktor Saneïev (URS)                                                             | James Butts (USA)                                                                  | João Carlos de Oliveira (BRA)                                                                |
| Lancer du poids   | Udo Beyer (RDA)                                                                  | Yevgeniy Mironov (URS)                                                             | Aleksandr Baryshnikov (URS)                                                                  |
| Lancer du disque  | Mac Wilkins (USA)                                                                | Wolfgang Schmidt (RDA)                                                             | John Powell (USA)                                                                            |
| Lancer du marteau | Youri Sedykh (URS)                                                               | Aleksey Spiridonov (URS)                                                           | Anatoliy Bondarchuk (URS)                                                                    |
| Lancer du javelot | Miklós Németh (HUN)                                                              | Hannu Siitonen (FIN)                                                               | Gheorghe Megelea (ROU)                                                                       |
| Décathlon         | Bruce Jenner (USA)                                                               | Guido Kratschmer (RFA)                                                             | Mykola Avilov (URS)                                                                          |
| Femmes            |                                                                                  |                                                                                    |                                                                                              |
| 100 m             | Annegret Richter (RFA)                                                           | Renate Stecher (RDA)                                                               | Inge Helten (RFA)                                                                            |
| 200 m             | Bärbel Eckert (RDA)                                                              | Annegret Richter (RFA)                                                             | Renate Stecher (RDA)                                                                         |
| 400 m             | Irena Szewińska (POL)                                                            | Christina Brehmer (RDA)                                                            | Ellen Streidt (RDA)                                                                          |
| 800 m             | Tatyana Kazankina (URS)                                                          | Nikolina Shtereva (BUL)                                                            | Elfi Zinn (RDA)                                                                              |
| 1 500 m           | Tatyana Kazankina (URS)                                                          | Gunhild Hoffmeister (RDA)                                                          | Ulrike Klapezynski (RDA)                                                                     |
| 100 m haies       | Johanna Schaller (RDA)                                                           | Tatyana Anisimova (URS)                                                            | Natalya Lebedeva (URS)                                                                       |
| Relais 4 × 100 m  | Allemagne de l'Est Carla Bodendorf Bärbel Eckert Marlies Oelsner Renate Stecher  | Allemagne de l'Ouest Inge Helten Annegret Kroniger Elvira Poßekel Annegret Richter | Union soviétique Vera Anisimova Nadezhda Besfamilnaya Lyudmila Maslakova Tetyana Prorochenko |
| Relais 4 × 400 m  | Allemagne de l'Est Christina Brehmer Doris Maletzki Brigitte Rohde Ellen Streidt | États-Unis Rosalyn Bryant Sheila Ingram Pamela Jiles Debra Sapenter                | Union soviétique Lyudmyla Aksenova Nadezhda Ilyina Inta Kļimoviča Natalia Sokolova           |
| Saut en hauteur   | Rosemarie Ackermann (RDA)                                                        | Sara Simeoni (ITA)                                                                 | Yordanka Blagoeva (BUL)                                                                      |
| Saut en longueur  | Angela Voigt (RDA)                                                               | Kathy McMillan (USA)                                                               | Lidiya Alfeyeva (URS)                                                                        |
| Lancer du poids   | Ivanka Hristova (BUL)                                                            | Nadezhda Chizhova (URS)                                                            | Helena Fibingerová (TCH)                                                                     |
| Lancer du disque  | Evelin Schlaak (RDA)                                                             | Maria Vergova (BUL)                                                                | Gabriele Hinzmann (RDA)                                                                      |
| Lancer du javelot | Ruth Fuchs (RDA)                                                                 | Marion Becker (RFA)                                                                | Kate Schmidt (USA)                                                                           |
| Pentathlon        | Siegrun Siegl (RDA)                                                              | Christine Laser (RDA)                                                              | Burglinde Pollak (RDA)                                                                       |

## Aviron
| Épreuves            | Or | Argent | Bronze |
| ------------------- | --- | --- | --- |
| Hommes              | | | |
| Skiff               | Pertti Karppinen (FIN) | Peter-Michael Kolbe (RFA) | Joachim Dreifke (RDA) |
| Deux de couple      | Norvège Alf Hansen Frank Hansen | Grande-Bretagne Chris Baillieu Michael Hart | Allemagne de l'Est Jürgen Bertow Hans-Ulrich Schmied                                                                                |
| Quatre de couple    | Allemagne de l'Est Karl-Heinz Bußert Wolfgang Güldenpfennig Rüdiger Reiche Michael Wolfgramm                                                                              | Union soviétique Vytautas Butkus Yevgeniy Duleyev Aivars Lazdenieks Yuriy Yakimov                                                                          | Tchécoslovaquie Jaroslav Hellebrand Vladek Lacina Zdeněk Pecka Václav Vochoska                                                      |
| Deux sans barreur   | Allemagne de l'Est Bernd Landvoigt Jörg Landvoigt | États-Unis Calvin Coffey Michael Staines | Allemagne de l'Ouest Thomas Strauß Peter van Roye                                                                                   |
| Quatre sans barreur | Allemagne de l'Est Siegfried Brietzke Andreas Decker Wolfgang Mager Stefan Semmler                                                                                        | Norvège Rolf Andreassen Arne Bergodd Ole Nafstad Finn Tveter                                                                                               | Union soviétique Raul Arnemann Valery Dolinin Anushavan Gasan-Dzhalalov Nikolay Kuznetsov                                           |
| Deux avec barreur   | Allemagne de l'Est Harald Jährling Georg Spohr Friedrich-Wilhelm Ulrich                                                                                                   | Union soviétique Dmitriy Bekhterev Yuriy Lorentsson Yuriy Shurkalov                                                                                        | Tchécoslovaquie Oldřich Svojanovský Pavel Svojanovský Ludvík Vébr                                                                   |
| Quatre avec barreur | Union soviétique Vladimir Eshinov Nikolaï Ivanov Aleksandr Klepikov Mikhail Kuznetsov Aleksandr Lukyanov                                                                  | Allemagne de l'Est Ullrich Dießner Walter Dießner Rudiger Kunze Andreas Schulz Johannes Thomas                                                             | Allemagne de l'Ouest Hans-Johann Färber Siegfried Fricke Ralph Kubail Peter Niehusen Hartmut Wenzel                                 |
| Huit                | Allemagne de l'Est Bernd Baumgart Karl-Heinz Danielovski Gottfried Döhn Ulrich Karnatz Werner Klatt Roland Kostulski Hans-Joachim Lück Karl-Heinz Prudöhl Dieter Wendisch | Grande-Bretagne James Clark Timothy Crooks Richard Lester Hugh Matheson David Maxwell Leonard Robertson Fred Smallbone Patrick Sweeney John Yallop         | Nouvelle-Zélande Trevor Coker Simon Dickie Peter Dignan Athol Earl Tony Hurt Alex McLean Dave Rodger Ivan Sutherland Lindsay Wilson |
| Femmes              | | | |
| Skiff               | Christine Scheiblich (RDA) | Joan Lind (USA) | Elena Antonova (URS) |
| Deux de couple      | Bulgarie Svetla Otzetova Zdravka Yordanova | Allemagne de l'Est Petra Boesler Sabine Jahn | Union soviétique Eleonora Kaminskaitė Genovaitė Ramoškienė                                                                          |
| Quatre de couple    | Allemagne de l'Est Anke Borchmann Jutta Lau Viola Poley Liane Weigelt Roswietha Zobelt                                                                                    | Union soviétique Larisa Aleksandrova-Popova Mira Bryunina Nadejda Tchernichova Galina Ermolaeva Anna Kondrachina                                           | Roumanie Felicia Afrăsiloaie Elena Giurcă Elisabeta Lazăr Maria Micșa Ioana Tudoran                                                 |
| Deux sans barreur   | Bulgarie Stoyanka Gruycheva-Kurbatova Siyka Kelbecheva-Barbulova | Allemagne de l'Est Sabine Dähne Angelika Noack | Allemagne de l'Ouest Edith Eckbauer Thea Einöder                                                                                    |
| Quatre avec barreur | Allemagne de l'Est Sabine Hess Andrea Kurth Gabriele Lohs Karin Metze Bianka Schwede                                                                                      | Bulgarie Kapka Georgieva Ginka Gyurova Mariyka Modeva Lilyana Vaseva Reni Yordanova                                                                        | Union soviétique Lyudmila Krokhina Lidiya Krylova Galina Mishenina Anna Pasokha Nadezhda Sevostyanova                               |
| Huit                | Allemagne de l'Est Brigitte Ahrenholz Henrietta Ebert Viola Goretzki Monika Kallies Christiane Knetsch Helma Lehmann Irina Müller Ilona Richter Marina Wilke              | Union soviétique Olha Huzenko Olha Kolkova Klavdija Koženkova Olha Puhovska Nadezhda Roshchina Nadiya Rozhon Lyubov Talalaeva Nelli Tarakanova Olena Zubko | États-Unis Carol Brown Anita DeFrantz Carie Graves Marion Greig Peggy McCarthy Gail Ricketson Lynn Silliman Anne Warner Jackie Zoch |

## Basket-ball
| Épreuves         | Or | Argent | Bronze |
| ---------------- | --- | --- | --- |
| Tournoi masculin | États-Unis Tate Armstrong Quinn Buckner Kenny Carr Adrian Dantley Walter Davis Phil Ford Ernie Grunfeld Phil Hubbard Mitch Kupchak Tom LaGarde Scott May Steve Sheppard | Yougoslavie Krešimir Ćosić Dražen Dalipagić Mirza Delibašić Blagoja Georgievski Vinko Jelovac Željko Jerkov Dragan Kicanović Andro Knego Zoran Slavnić Damir Šolman Žarko Varajić Rajko Žižić | Union soviétique Vladimir Arzamaskov Aleksandr Belov Sergei Belov Ivan Edeshko Aljan Jarmoukhamedov Vladimir Jigily Mikheil Korkiya Andrei Makeyev Valeri Miloserdov Anatoli Mychkine Aleksandr Salnikov Vladimir Tkatchenko |

## Boxe
| Épreuves                            | Or                      | Argent                   | Bronze                     |
| ----------------------------------- | ----------------------- | ------------------------ | -------------------------- |
| Hommes                              |                         |                          |                            |
| Poids mi-mouches Moins de 48 kg     | Jorge Hernández (CUB)   | Ri Byong-uk (PRK)        | Orlando Maldonado (PUR)    |
| Poids mi-mouches Moins de 48 kg     | Jorge Hernández (CUB)   | Ri Byong-uk (PRK)        | Payao Poontarat (THA)      |
| Poids mouches Moins de 51 kg        | Leo Randolph (USA)      | Ramón Duvalón (CUB)      | Leszek Błażyński (POL)     |
| Poids mouches Moins de 51 kg        | Leo Randolph (USA)      | Ramón Duvalón (CUB)      | David Torosyan (URS)       |
| Poids coqs Moins de 54 kg           | Gu Yong-ju (PRK)        | Charles Mooney (USA)     | Patrick Cowdell (GBR)      |
| Poids coqs Moins de 54 kg           | Gu Yong-ju (PRK)        | Charles Mooney (USA)     | Viktor Rybakov (URS)       |
| Poids plumes Moins de 57 kg         | Ángel Herrera (CUB)     | Richard Nowakowski (RDA) | Leszek Kosedowski (POL)    |
| Poids plumes Moins de 57 kg         | Ángel Herrera (CUB)     | Richard Nowakowski (RDA) | Juan Paredes (MEX)         |
| Poids légers Moins de 60 kg         | Howard Davis (USA)      | Simion Cuţov (ROU)       | Ace Rusevski (YUG)         |
| Poids légers Moins de 60 kg         | Howard Davis (USA)      | Simion Cuţov (ROU)       | Vassily Solomin (URS)      |
| Poids super-légers Moins de 63,5 kg | Sugar Ray Leonard (USA) | Andrés Aldama (CUB)      | Vladimir Kolev (BUL)       |
| Poids super-légers Moins de 63,5 kg | Sugar Ray Leonard (USA) | Andrés Aldama (CUB)      | Kazimierz Szczerba (POL)   |
| Poids welters Moins de 67 kg        | Jochen Bachfeld (RDA)   | Pedro Gamarro (VEN)      | Reinhard Skricek (RFA)     |
| Poids welters Moins de 67 kg        | Jochen Bachfeld (RDA)   | Pedro Gamarro (VEN)      | Victor Zilberman (ROU)     |
| Poids super-welters Moins de 71 kg  | Jerzy Rybicki (POL)     | Tadija Kačar (YUG)       | Rolando Garbey (CUB)       |
| Poids super-welters Moins de 71 kg  | Jerzy Rybicki (POL)     | Tadija Kačar (YUG)       | Viktor Savchenko (URS)     |
| Poids moyens Moins de 75 kg         | Michael Spinks (USA)    | Rufat Riskiyev (URS)     | Luis Felipe Martínez (CUB) |
| Poids moyens Moins de 75 kg         | Michael Spinks (USA)    | Rufat Riskiyev (URS)     | Alec Năstac (ROU)          |
| Poids mi-lourds Moins de 81 kg      | Leon Spinks (USA)       | Sixto Soría (CUB)        | Costică Dafinoiu (ROU)     |
| Poids mi-lourds Moins de 81 kg      | Leon Spinks (USA)       | Sixto Soría (CUB)        | Janusz Gortat (POL)        |
| Poids lourds Plus de 81 kg          | Teófilo Stevenson (CUB) | Mircea Şimon (ROU)       | Clarence Hill (BER)        |
| Poids lourds Plus de 81 kg          | Teófilo Stevenson (CUB) | Mircea Şimon (ROU)       | John Tate (USA)            |

## Canoë-kayak

### Course en ligne
| Épreuves   | Or                                                                                      | Argent                                                                            | Bronze                                                                             |
| ---------- | --------------------------------------------------------------------------------------- | --------------------------------------------------------------------------------- | ---------------------------------------------------------------------------------- |
| Hommes     |                                                                                         |                                                                                   |                                                                                    |
| C1 500 m   | Aleksandr Rogov (URS)                                                                   | John Wood (CAN)                                                                   | Matija Ljubek (YUG)                                                                |
| C1 1 000 m | Matija Ljubek (YUG)                                                                     | Vasili Iourtchenko (URS)                                                          | Tamás Wichmann (HUN)                                                               |
| C2 500 m   | Union soviétique Sergueï Petrenko Aleksandr Vinogradov                                  | Pologne Andrzej Gronowicz Jerzy Opara                                             | Hongrie Tamás Buday Oszkár Frey                                                    |
| C2 1 000 m | Union soviétique Sergueï Petrenko Aleksandr Vinogradov                                  | Roumanie Gheorge Danielov Gheorghe Simionov                                       | Hongrie Tamás Buday Oszkár Frey                                                    |
| K1 500 m   | Vasile Dîba (ROU)                                                                       | Zoltán Sztanity (HUN)                                                             | Rüdiger Helm (RDA)                                                                 |
| K1 1 000 m | Rüdiger Helm (RDA)                                                                      | Géza Csapó (HUN)                                                                  | Vasile Dîba (ROU)                                                                  |
| K2 500 m   | Allemagne de l'Est Joachim Mattern Bernd Olbricht                                       | Union soviétique Sergueï Nagorny Vladimir Romanovski                              | Roumanie Policarp Malîhin Larion Serghei                                           |
| K2 1 000 m | Union soviétique Sergueï Nagorny Vladimir Romanovski                                    | Allemagne de l'Est Joachim Mattern Bernd Olbricht                                 | Hongrie Zoltán Bakó István Szabó                                                   |
| K4 1 000 m | Union soviétique Aleksandr Degiariov Youriy Filatov Vladimir Morozov Sergueï Tchoukhraï | Espagne José María Esteban José Ramón López Herminio Menéndez Luis Gregorio Ramos | Allemagne de l'Est Frank-Peter Bischof Bernd Duvigneau Rüdiger Helm Jürgen Lehnert |
| Femmes     |                                                                                         |                                                                                   |                                                                                    |
| K1 500 m   | Carola Zirzow (RDA)                                                                     | Tatiana Korchounova (URS)                                                         | Klára Rajnai (HUN)                                                                 |
| K2 500 m   | Union soviétique Nina Gopova Galina Kreft                                               | Hongrie Anna Pfeffer Klára Rajnai                                                 | Allemagne de l'Est Bärbel Köster Carola Zirzow                                     |

## Cyclisme

### Piste
| Épreuves               | Or                                                                          | Argent                                                                          | Bronze                                                              |
| ---------------------- | --------------------------------------------------------------------------- | ------------------------------------------------------------------------------- | ------------------------------------------------------------------- |
| Hommes                 |                                                                             |                                                                                 |                                                                     |
| Kilomètre              | Klaus-Jürgen Grünke (RDA)                                                   | Michel Vaarten (BEL)                                                            | Niels Fredborg (DEN)                                                |
| Vitesse individuelle   | Anton Tkáč (TCH)                                                            | Daniel Morelon (FRA)                                                            | Hans-Jürgen Geschke (RDA)                                           |
| Poursuite individuelle | Gregor Braun (RFA)                                                          | Herman Ponsteen (NED)                                                           | Thomas Huschke (RDA)                                                |
| Poursuite par équipes  | Allemagne de l'Ouest Gregor Braun Hans Lutz Günther Schumacher Peter Vonhof | Union soviétique Vladimir Osokin Alexandre Perov Vitali Petrakov Viktor Sokolov | Grande-Bretagne Ian Banbury Michael Bennett Robin Croker Ian Hallam |

### Route
| Épreuves                     | Or                                                                                     | Argent                                                                        | Bronze                                                      |
| ---------------------------- | -------------------------------------------------------------------------------------- | ----------------------------------------------------------------------------- | ----------------------------------------------------------- |
| Hommes                       |                                                                                        |                                                                               |                                                             |
| Course en ligne              | Bernt Johansson (SWE)                                                                  | Giuseppe Martinelli (ITA)                                                     | Mieczysław Nowicki (POL)                                    |
| Contre-la-montre par équipes | Union soviétique Vladimir Kaminski Aavo Pikkuus Valeri Tchaplyguine Anatoli Tchoukanov | Pologne Tadeusz Mytnik Mieczysław Nowicki Stanisław Szozda Ryszard Szurkowski | Danemark Verner Blaudzun Gert Frank Jørgen Hansen Jørn Lund |

## Équitation
| Épreuves                     | Or | Argent | Bronze |
| ---------------------------- | --- | --- | --- |
| Concours complet individuel  | Edmund Coffin sur Bally-Cor (USA) | John Michael Plumb sur Better & Better (USA)                                                                                               | Karl Schultz sur Madrigal (RFA) |
| Concours complet par équipes | États-Unis Edmund Coffin sur Bally-Cor Bruce Davidson sur Irish-Cap John Michael Plumb sur Better & Better Mary Anne Tauskey sur Marcus Aurelius | Allemagne de l'Ouest Otto Ammermann sur Volturno Herbert Blöcker sur Albrant Helmut Rethemeier sur Pauline Karl Schultz sur Madrigal       | Australie Mervyn Bennet sur Regal Reign Denis Pigott sur Hillstead Bill Roycroft sur Version Wayne Roycroft sur Laurenson              |
| Dressage individuel          | Christine Stückelberger sur Granat (SUI) | Harry Boldt sur Woycek (RFA) | Reiner Klimke sur Mehmed (RFA) |
| Dressage par équipes         | Allemagne de l'Est Harry Boldt sur Woycek Gabriela Grillo sur Ultimo Reiner Klimke sur Mehmed                                                    | Suisse Ulrich Lehmann sur Widin Doris Ramseier sur Roch Christine Stückelberger sur Granat                                                 | États-Unis Hilda Gurney sur Keen Edith Master sur Dahlwitz Dorothy Morkis sur Monaco                                                   |
| Saut d'obstacles individuel  | Alwin Schockemöhle sur Warwick Rex (RFA) | Michel Vaillancourt sur Branch Country (CAN)                                                                                               | François Mathy sur Gai Luron (BEL) |
| Saut d'obstacles par équipes | France Hubert Parot sur Rivage Michel Roche sur Un Espoir Marc Roguet sur Belle de Mars Marcel Rozier sur Bayard de Maupas                       | Allemagne de l'Ouest Alwin Schockemöhle sur Warwick Rex Paul Schockemöhle sur Agent Sönke Sönksen sur Kwepe Hans Günter Winkler sur Trophy | Belgique Edgar Henri Cuepper sur Le Champion François Mathy sur Gai Luron Stanny Van Paesschen sur Porsche Eric Wauters sur Gute Sitte |

## Escrime
| Épreuves           | Or | Argent | Bronze                                                                                         |
| ------------------ | --- | --- | ---------------------------------------------------------------------------------------------- |
| Hommes             | | |                                                                                                |
| Épée individuel    | Alexander Pusch (RFA)                                                                                       | Hans-Jürgen Hehn (RFA)                                                                                               | Győző Kulcsár (HUN)                                                                            |
| Épée par équipe    | Suède Rolf Edling Carl von Essen Göran Flodström Leif Högström Hans Jacobson                                | Allemagne de l'Ouest Reinhold Behr Volker Fischer Hans-Jürgen Hehn Hanns Jana Alexander Pusch                        | Suisse Jean-Blaise Evéquoz Daniel Giger Christian Kauter Michel Poffet François Suchanecki     |
| Fleuret individuel | Fabio Dal Zotto (ITA)                                                                                       | Aleksandr Romankov (URS)                                                                                             | Bernard Talvard (FRA)                                                                          |
| Fleuret par équipe | Allemagne de l'Ouest Thomas Bach Matthias Behr Harald Hein Klaus Reichert Erk Sens-Gorius                   | Italie Attilio Calatroni Giovanni Battista Coletti Carlo Montano Stefano Simoncelli Fabio Dal Zotto                  | France Didier Flament Christian Noël Frédéric Pietruszka Daniel Revenu Bernard Talvard         |
| Sabre individuel   | Viktor Krovopuskov (URS)                                                                                    | Vladimir Nazlymov (URS)                                                                                              | Viktor Sidyak (URS)                                                                            |
| Sabre par équipe   | Union soviétique Mikhaïl Bourtsev Viktor Krovopuskov Vladimir Nazlymov Viktor Sidyak Edouard Vinokurov      | Italie Angelo Arcidiacono Michele Maffei Mario Aldo Montano Mario Tullio Montano Tommaso Montano                     | Roumanie Dan Irimiciuc Cornel Marin Marin Mustață Alexandru Nilca Ioan Pop                     |
| Femmes             | | |                                                                                                |
| Fleuret individuel | Ildikó Schwarczenberger (HUN)                                                                               | Maria Consolata Collino (ITA)                                                                                        | Elena Novikova-Belova (URS)                                                                    |
| Fleuret par équipe | Union soviétique Nailia Giliazova Olga Knyazeva Valentina Nikonova Elena Novikova-Belova Valentina Sidorova | France Brigitte Gapais-Dumont Brigitte Latrille-Gaudin Claudette Herbster-Josland Christine Muzio Véronique Trinquet | Hongrie Ildikó Farkasinszky-Bóbis Edit Kovács Magda Maros Ildikó Rejtő Ildikó Schwarczenberger |

## Football
| Épreuves         | Or | Argent | Bronze |
| ---------------- | --- | --- | --- |
| Tournoi masculin | Allemagne de l'Est Bernd Bransch Jürgen Croy Hans-Jürgen Dörner Hans-Ulrich Grapenthin Wilfried Gröbner Reinhard Häfner Gerd Heidler Martin Hoffmann Gerd Kische Lothar Kurbjuweit Reinhard Lauck Wolfram Löwe Dieter Riedel Hans-Jürgen Riediger Hartmut Schade Gerd Weber Konrad Weise | Pologne Jan Benigier Lesław Ćmikiewicz Kazimierz Deyna Jerzy Gorgoń Henryk Kasperczak Kazimierz Kmiecik Grzegorz Lato Zygmunt Maszczyk Piotr Mowlik Roman Ogaza Wojciech Rudy Andrzej Szarmach Antoni Szymanowski Jan Tomaszewski Henryk Wawrowski Henryk Wieczorek Władysław Żmuda | Union soviétique Vladimir Astapovski Oleg Blokhine Leonid Buryak Vladimir Fedorov Mykhailo Fomenko David Kipiani Viktor Kolotov Anatoli Konkov Viktor Matvienko Aleksandr Minayev Leonid Nazarenko Vladimir Onischenko Aleksandr Prokhorov Stefan Reshko Vladimir Trochkine Vladimir Veremeev Viktor Zvyagintsev |

## Gymnastique artistique
| Épreuves                    | Or | Argent | Bronze |
| --------------------------- | --- | --- | --- |
| Hommes                      | | | |
| Concours par équipes        | Japon Shun Fujimoto Hisato Igarashi Hiroshi Kajiyama Sawao Katō Eizō Kenmotsu Mitsuo Tsukahara             | Union soviétique Nikolai Andrianov Aleksandr Dityatin Gennady Krysin Vladimir Marchenko Vladimir Markelov Vladimir Tikhonov | Allemagne de l'Est Roland Brückner Rainer Hanschke Bernd Jäger Wolfgang Klotz Lutz Mack Michael Nikolay       |
| Concours général individuel | Nikolai Andrianov (URS)                                                                                    | Sawao Katō (JPN) | Mitsuo Tsukahara (JPN)                                                                                        |
| Sol                         | Nikolai Andrianov (URS)                                                                                    | Vladimir Marchenko (URS) | Peter Kormann (USA)                                                                                           |
| Cheval d'arçon              | Zoltán Magyar (HUN)                                                                                        | Eizō Kenmotsu (JPN) | Nikolai Andrianov (URS) Michael Nikolay (RDA)                                                                 |
| Anneaux                     | Nikolai Andrianov (URS)                                                                                    | Aleksandr Dityatin (URS) | Danut Grecu (ROU)                                                                                             |
| Saut de cheval              | Nikolai Andrianov (URS)                                                                                    | Mitsuo Tsukahara (JPN) | Hiroshi Kajiyama (JPN)                                                                                        |
| Barres parallèles           | Sawao Katō (JPN)                                                                                           | Nikolai Andrianov (URS) | Mitsuo Tsukahara (JPN)                                                                                        |
| Barre fixe                  | Mitsuo Tsukahara (JPN)                                                                                     | Eizō Kenmotsu (JPN) | Henry Boério (FRA) Eberhard Gienger (RFA)                                                                     |
| Femmes                      | | | |
| Concours par équipes        | Union soviétique Maria Filatova Svetlana Grozdova Nellie Kim Olga Korbut Elvira Saadi Ludmilla Tourischeva | Roumanie Nadia Comăneci Mariana Constantin Georgeta Gabor Anca Grigoraș Gabriela Trușcă Teodora Ungureanu                   | Allemagne de l'Est Carola Dombeck Gitta Escher Kerstin Gerschau Angelika Hellmann Marion Kische Steffi Kräker |
| Concours général individuel | Nadia Comăneci (ROU)                                                                                       | Nellie Kim (URS) | Ludmilla Tourischeva (URS)                                                                                    |
| Saut de cheval              | Nellie Kim (URS)                                                                                           | Carola Dombeck (RDA) Ludmilla Tourischeva (URS)                                                                             | |
| Barres asymétriques         | Nadia Comăneci (ROU)                                                                                       | Teodora Ungureanu (ROU) | Márta Egervári (HUN)                                                                                          |
| Poutre                      | Nadia Comăneci (ROU)                                                                                       | Olga Korbut (URS) | Teodora Ungureanu (ROU)                                                                                       |
| Sol                         | Nellie Kim (URS)                                                                                           | Ludmilla Tourischeva (URS)                                                                                                  | Nadia Comăneci (ROU)                                                                                          |

## Haltérophilie
| Épreuves         | Or                       | Argent                    | Bronze                    |
| ---------------- | ------------------------ | ------------------------- | ------------------------- |
| Hommes           |                          |                           |                           |
| Moins de 52 kg   | Aleksandr Voronin (URS)  | György Kőszegi (HUN)      | Mohammad Nassiri (IRI)    |
| Moins de 56 kg   | Norair Nurikyan (BUL)    | Grzegorz Cziura (POL)     | Kenkichi Ando (JPN)       |
| Moins de 60 kg   | Nikolay Kolesnikov (URS) | Gueorgui Todorov (BUL)    | Kazumasa Hirai (JPN)      |
| Moins de 67,5 kg | Petro Korol (URS)        | Daniel Senet (FRA)        | Kazimierz Czarnecki (POL) |
| Moins de 75 kg   | Yordan Mitkov (BUL)      | Vardan Militosyan (URS)   | Peter Wenzel (RDA)        |
| Moins de 82,5 kg | Valeri Chari (URS)       | Trendafil Stoitchev (BUL) | Péter Baczakó (HUN)       |
| Moins de 90 kg   | David Rigert (URS)       | Lee James (USA)           | Atanas Shopov (BUL)       |
| Moins de 110 kg  | Iouri Zaïtsev (URS)      | Krastiou Semerdjiev (BUL) | Tadeusz Rutkowski (POL)   |
| Plus de 110 kg   | Vassili Alexeiev (URS)   | Gerd Bonk (RDA)           | Helmut Losch (RDA)        |

## Handball
| Épreuves         | Or | Argent | Bronze |
| ---------------- | --- | --- | --- |
| Tournoi masculin | Union soviétique Alexandre Anpilogov Evgeni Chernichov Anatoli Fedioukine Valeri Gassi Mikhaïl Ichtchenko Vassili Iline Iouri Kidyaev Iouri Klimov Sergueï Kouchniriouk Vladimir Kravtsov Iouri Lahoutine Vladimir Maksimov Oleksandr Rezanov Mykola Tomyne Sélectionneur : A. Evtouchenko             | Roumanie Ștefan Birtalan Adrian Cosma Cezar Drăgăniță Alexandru Fölker Cristian Gațu Mircea Grabovschi Roland Gunesch Gabriel Kicsid Ghiță Licu Nicolae Munteanu Cornel Penu Werner Stockl Constantin Tudosie Radu Voina Sélectionneurs : Niculae Nedeff               | Pologne Zdzisław Antczak Piotr Cieśla Jan Gmyrek Alfred Kałuziński Jerzy Klempel Zygfryd Kuchta Jerzy Melcer Ryszard Przybysz Henryk Rozmiarek Andrzej Sokołowski Andrzej Szymczak Mieczysław Wojczak Włodzimierz Zieliński Sélectionneur : Janusz Czerwiński |
| Tournoi féminin  | Union soviétique Lioubov Berejnaïa Lioudmila Bobrous Aldona Česaitytė Rafiga Chabanova Lioudmila Choubina Tatiana Glouchtchenko Larissa Karlova Maria Litochenko Nina Lobova Tatiana Makarets Lioudmyla Pantchouk Natalia Tcherstiouk Zinaïda Tourtchina Halina Zakharova Entraîneur : Igor Tourtchine | Allemagne de l'Est Gabriele Badorek Hannelore Burosch Roswitha Krause Waltraud Kretzschmar Evelyn Matz Liane Michaelis Eva Paskuy Kristina Richter Christina Rost Silvia Siefert Marion Tietz Petra Uhlig Christina Voß Hannelore Zober Entraîneur : Peter Kretzschmar | Hongrie Éva Angyal Mária Berzsenyi Ágota Bujdosó Klára Csík Zsuzsanna Kézi Katalin Laki Rozália Lelkes Mária Megyeri Ilona Nagy Marianna Nagy Erzsébet Neméth Amália Sterbinszky Borbála Tóth Harsányi Mária Vadász Entraîneur : Bódog Török                  |

## Hockey sur gazon
| Épreuves         | Or | Argent | Bronze |
| ---------------- | --- | --- | --- |
| Tournoi masculin | Nouvelle-Zélande Paul Ackerley Jeff Archibald Arthur Borren Alan Chesney John Christensen Greg Dayman Tony Ineson Barry Maister Selwyn Maister Trevor Manning Alan McIntyre Neil McLeod Arthur Parkin Mohan Patel Ramesh Patel Les Wilson | Australie David Bell Greg Browning Rick Charlesworth Ian Cooke Barry Dancer Douglas Golder Robert Haigh Wayne Hammond Jim Irvine Malcolm Poole Robert Proctor Graeme Reid Ronald Riley Trevor Smith Terry Walsh | Pakistan Rasool Akhtar Arshad Ali Chaudry Mudassar Asghar Manzoor Hassan Manzoor Hussein Haneef Khan Samiullah Khan Arshad Mahmood Saleem Nazim Abdul Rashid Jr. Shanaz Sheik Saleem Sherwani Islahuddin Siddique Iftikhar Syed Munawarux Zaman Qamar Zia |

## Judo
| Épreuves          | Or                      | Argent                   | Bronze                                         |
| ----------------- | ----------------------- | ------------------------ | ---------------------------------------------- |
| Hommes            |                         |                          |                                                |
| Moins de 63 kg    | Héctor Rodríguez (CUB)  | Chang Eun-kyung (KOR)    | Felice Mariani (ITA) Jozsef Tuncsik (HUN)      |
| Moins de 70 kg    | Vladimir Nevzorov (URS) | Koji Kuramoto (JPN)      | Marian Tałaj (POL) Patrick Vial (FRA)          |
| Moins de 80 kg    | Isamu Sonoda (JPN)      | Valeri Dvoïnikov (URS)   | Slavko Obadov (YUG) Park Young-chul (KOR)      |
| Moins de 93 kg    | Kazuhiro Ninomiya (JPN) | Ramaz Kharshiladze (URS) | Jürg Röthlisberger (SUI) David Starbrook (GBR) |
| Plus de 93 kg     | Serhiy Novikov (URS)    | Günther Neureuther (RFA) | Allen Coage (USA) Sumio Endo (JPN)             |
| Toutes catégories | Haruki Uemura (JPN)     | Keith Remfry (GBR)       | Cho Jea-ki (KOR) Shota Chochishvili (URS)      |

## Lutte

### Libre
| Épreuves        | Or                      | Argent                     | Bronze                  |
| --------------- | ----------------------- | -------------------------- | ----------------------- |
| Hommes          |                         |                            |                         |
| Moins de 48 kg  | Khasan Isaev (BUL)      | Roman Dmitriyev (URS)      | Akira Kudō (JPN)        |
| Moins de 52 kg  | Yūji Takada (JPN)       | Aleksandr Ivanov (URS)     | Jeon Hae-sup (KOR)      |
| Moins de 57 kg  | Vladimir Yumin (URS)    | Hans-Dieter Brüchert (RDA) | Masao Arai (JPN)        |
| Moins de 62 kg  | Yang Jung-mo (KOR)      | Zyevyegiyn Oydov (MGL)     | Eugene Davis (USA)      |
| Moins de 68 kg  | Pavel Pinigin (URS)     | Lloyd Keaser (USA)         | Yasaburo Sugawara (JPN) |
| Moins de 74 kg  | Jiichirō Date (JPN)     | Mansour Barzegar (IRI)     | Stanley Dziedzic (USA)  |
| Moins de 82 kg  | John Peterson (USA)     | Viktor Novojilov (URS)     | Adolf Seger (RFA)       |
| Moins de 90 kg  | Levan Tediashvili (URS) | Ben Peterson (USA)         | Stelică Morcov (ROU)    |
| Moins de 100 kg | Ivan Yarygin (URS)      | Russell Hellickson (USA)   | Dimo Kostov (BUL)       |
| Plus de 100 kg  | Soslan Andiyev (URS)    | József Balla (HUN)         | Ladislau Șimon (ROU)    |

### Gréco-romaine
| Épreuves        | Or                          | Argent                     | Bronze                     |
| --------------- | --------------------------- | -------------------------- | -------------------------- |
| Hommes          |                             |                            |                            |
| Moins de 48 kg  | Alekseï Choumakov (URS)     | Gheorghe Berceanu (ROU)    | Stefan Angelov (BUL)       |
| Moins de 52 kg  | Vitaly Konstantinov (URS)   | Nicu Gingă (ROU)           | Kōichirō Hirayama (JPN)    |
| Moins de 57 kg  | Pertti Ukkola (FIN)         | Ivan Frgić (YUG)           | Farhat Mustafin (URS)      |
| Moins de 62 kg  | Kazimierz Lipień (POL)      | Nelson Davidyan (URS)      | László Réczi (HUN)         |
| Moins de 68 kg  | Souren Nalbandian (URS)     | Ștefan Rusu (ROU)          | Heinz-Helmut Wehling (RDA) |
| Moins de 74 kg  | Anatoliy Bykov (URS)        | Vítězslav Mácha (TCH)      | Karl-Heinz Helbing (RFA)   |
| Moins de 82 kg  | Momir Petković (YUG)        | Vladimir Cheboksarov (URS) | Ivan Kolev (BUL)           |
| Moins de 90 kg  | Valeriy Rezantsev (URS)     | Stoyan Ivanov (BUL)        | Czesław Kwieciński (POL)   |
| Moins de 100 kg | Nikolay Balboshin (URS)     | Kamen Goranov (BUL)        | Andrzej Skrzydlewski (POL) |
| Plus de 100 kg  | Oleksandr Kolchynskyy (URS) | Aleksandar Tomov (BUL)     | Roman Codreanu (ROU)       |

## Natation
| Épreuves                    | Or                                                                             | Argent                                                                              | Bronze                                                                      |
| --------------------------- | ------------------------------------------------------------------------------ | ----------------------------------------------------------------------------------- | --------------------------------------------------------------------------- |
| Hommes                      |                                                                                |                                                                                     |                                                                             |
| 100 m nage libre            | Jim Montgomery (USA)                                                           | Jack Babashoff (USA)                                                                | Peter Nocke (RFA)                                                           |
| 200 m nage libre            | Bruce Furniss (USA)                                                            | John Naber (USA)                                                                    | Jim Montgomery (USA)                                                        |
| 400 m nage libre            | Brian Goodell (USA)                                                            | Tim Shaw (USA)                                                                      | Volodymyr Raskatov (URS)                                                    |
| 1 500 m nage libre          | Brian Goodell (USA)                                                            | Bobby Hackett (USA)                                                                 | Stephen Holland (AUS)                                                       |
| 100 m dos                   | John Naber (USA)                                                               | Peter Rocca (USA)                                                                   | Roland Matthes (RDA)                                                        |
| 200 m dos                   | John Naber (USA)                                                               | Peter Rocca (USA)                                                                   | Dan Harrigan (USA)                                                          |
| 100 m brasse                | John Hencken (USA)                                                             | David Wilkie (GBR)                                                                  | Arvydas Juozaitis (URS)                                                     |
| 200 m brasse                | David Wilkie (GBR)                                                             | John Hencken (USA)                                                                  | Rick Colella (USA)                                                          |
| 100 m papillon              | Matt Vogel (USA)                                                               | Joe Bottom (USA)                                                                    | Gary Hall Sr. (USA)                                                         |
| 200 m papillon              | Mike Bruner (USA)                                                              | Steve Gregg (USA)                                                                   | Bill Forrester (USA)                                                        |
| 400 m 4 nages               | Rod Strachan (USA)                                                             | Tim McKee (USA)                                                                     | Andreï Smirnov (URS)                                                        |
| Relais 4 × 200 m nage libre | États-Unis Mike Bruner Bruce Furniss Jim Montgomery John Naber                 | Union soviétique Andrey Bogdanov Sergueï Kopliakov Andreï Krylov Volodymyr Raskatov | Grande-Bretagne Brian Brinkley Gordon Downie David Dunne Alan McClatchey    |
| Relais 4 × 100 m 4 nages    | États-Unis John Hencken Jim Montgomery John Naber Matt Vogel                   | Canada Clay Evans Gary MacDonald Stephen Pickell Graham Smith                       | Allemagne de l'Ouest Michael Kraus Walter Kusch Peter Nocke Klaus Steinbach |
| Femmes                      |                                                                                |                                                                                     |                                                                             |
| 100 m nage libre            | Kornelia Ender (RDA)                                                           | Petra Priemer (RDA)                                                                 | Enith Brigitha (NED)                                                        |
| 200 m nage libre            | Kornelia Ender (RDA)                                                           | Shirley Babashoff (USA)                                                             | Enith Brigitha (NED)                                                        |
| 400 m nage libre            | Petra Thümer (RDA)                                                             | Shirley Babashoff (USA)                                                             | Shannon Smith (CAN)                                                         |
| 800 m nage libre            | Petra Thümer (RDA)                                                             | Shirley Babashoff (USA)                                                             | Wendy Weinberg (USA)                                                        |
| 100 m dos                   | Ulrike Richter (RDA)                                                           | Birgit Treiber (RDA)                                                                | Nancy Garapick (CAN)                                                        |
| 200 m dos                   | Ulrike Richter (RDA)                                                           | Birgit Treiber (RDA)                                                                | Nancy Garapick (CAN)                                                        |
| 100 m brasse                | Hannelore Anke (RDA)                                                           | Lyubov Rusanova (URS)                                                               | Marina Koshevaya (URS)                                                      |
| 200 m brasse                | Marina Koshevaya (URS)                                                         | Marina Yurchenya (URS)                                                              | Lyubov Rusanova (URS)                                                       |
| 100 m papillon              | Kornelia Ender (RDA)                                                           | Andrea Pollack (RDA)                                                                | Wendy Boglioli (USA)                                                        |
| 200 m papillon              | Andrea Pollack (RDA)                                                           | Ulrike Tauber (RDA)                                                                 | Rosemarie Gabriel (RDA)                                                     |
| 400 m 4 nages               | Ulrike Tauber (RDA)                                                            | Cheryl Gibson (CAN)                                                                 | Becky Smith (CAN)                                                           |
| Relais 4 × 100 m nage libre | États-Unis Shirley Babashoff Wendy Boglioli Kim Peyton Jill Sterkel            | Allemagne de l'Est Kornelia Ender Claudia Hempel Andrea Pollack Petra Priemer       | Canada Gail Amundrud Barbara Clark Anne Jardin Becky Smith                  |
| Relais 4 × 100 m 4 nages    | Allemagne de l'Est Hannelore Anke Kornelia Ender Andrea Pollack Ulrike Richter | États-Unis Shirley Babashoff Linda Jezek Lauri Siering Camille Wright               | Canada Robin Corsiglia Wendy Hogg Anne Jardin Susan Sloan                   |

## Pentathlon moderne
| Épreuves   | Or                                                          | Argent                                                 | Bronze                                                  |
| ---------- | ----------------------------------------------------------- | ------------------------------------------------------ | ------------------------------------------------------- |
| Hommes     |                                                             |                                                        |                                                         |
| Individuel | Janusz Pyciak-Peciak (POL)                                  | Pavel Lednev (URS)                                     | Jan Bártů (TCH)                                         |
| Par équipe | Grande-Bretagne Jeremy Fox Robert Nightingale Adrian Parker | Tchécoslovaquie Jiří Adam Jan Bártů Bohumil Starnovský | Hongrie Tamás Kancsal Tibor Maracskó Szvetiszláv Sasics |

## Plongeon
| Épreuves        | Or                          | Argent                 | Bronze                   |
| --------------- | --------------------------- | ---------------------- | ------------------------ |
| Hommes          |                             |                        |                          |
| Tremplin à 3 m  | Phil Boggs (USA)            | Giorgio Cagnotto (ITA) | Aleksandr Kosenkov (URS) |
| Haut-vol à 10 m | Klaus Dibiasi (ITA)         | Greg Louganis (USA)    | Vladimir Aleynik (URS)   |
| Femmes          |                             |                        |                          |
| Tremplin à 3 m  | Jennifer Chandler (USA)     | Christa Köhler (RDA)   | Cynthia Potter (USA)     |
| Haut-vol à 10 m | Elena Vaytsekhovskaya (URS) | Ulrika Knape (SWE)     | Deborah Wilson (USA)     |

## Tir
| Épreuves                   | Or                       | Argent                   | Bronze                    |
| -------------------------- | ------------------------ | ------------------------ | ------------------------- |
| Hommes                     |                          |                          |                           |
| Pistolet libre à 50 m      | Uwe Potteck (RDA)        | Harald Vollmar (RDA)     | Rudolf Dollinger (AUT)    |
| Carabine 50 m 3 positions  | Lanny Bassham (USA)      | Margaret Murdock (USA)   | Werner Seibold (RFA)      |
| Carabine à 50 m tir couché | Karlheinz Smieszek (RFA) | Ulrich Lind (RFA)        | Gennadi Lushikov (URS)    |
| Pistolet à 25 m tir rapide | Norbert Klaar (RDA)      | Jürgen Wiefel (RDA)      | Roberto Ferraris (ITA)    |
| Skeet                      | Josef Panáček (TCH)      | Eric Swinkels (NED)      | Wiesław Gawlikowski (POL) |
| Trap                       | Donald Haldeman (USA)    | Armando Marques (POR)    | Ubaldesco Baldi (ITA)     |
| 50 m cible mobile          | Aleksandr Gazov (URS)    | Aleksandr Kedyarov (URS) | Jerzy Greszkiewicz (POL)  |

## Tir à l'arc
| Épreuves   | Or                 | Argent                  | Bronze                    |
| ---------- | ------------------ | ----------------------- | ------------------------- |
| Hommes     |                    |                         |                           |
| Individuel | Darrell Pace (USA) | Hiroshi Michinaga (JPN) | Giancarlo Ferrari (ITA)   |
| Femmes     |                    |                         |                           |
| Individuel | Luann Ryon (USA)   | Valentina Kovpan (URS)  | Zebinisso Rustamova (URS) |

## Voile
| Épreuves        | Or                                                                | Argent                                                  | Bronze                                                           |
| --------------- | ----------------------------------------------------------------- | ------------------------------------------------------- | ---------------------------------------------------------------- |
| Hommes          |                                                                   |                                                         |                                                                  |
| 470             | Allemagne de l'Ouest Harro Bode Frank Hübner                      | Espagne Antonio Gorostegui Pedro Millet                 | Australie Ian Brown Ian Ruff                                     |
| Finn            | Jochen Schümann (RDA)                                             | Andreï Balachov (URS)                                   | John Bertrand (AUS)                                              |
| Flying Dutchman | Allemagne de l'Ouest Eckart Diesch Jörg Diesch                    | Grande-Bretagne Julian Brooke-Houghton Rodney Pattisson | Brésil Reinaldo Conrad Peter Ficker                              |
| Soling          | Danemark Valdemar Bandolowski Erik Hansen Poul Richard Høj Jensen | États-Unis Walter Glasgow Richard Hoepfner John Kolius  | Allemagne de l'Est Dieter Below Olaf Engelhardt Michael Zachries |
| Tempest         | Suède John Albrechtson Ingvar Hansson                             | Union soviétique Vladislav Akimenko Valentin Mankin     | États-Unis Dennis Conner Conn Findlay                            |
| Tornado         | Grande-Bretagne John Osborn Reginald White                        | États-Unis David McFaull Michael Rothwell               | Allemagne de l'Ouest Jörg Schmall Jörg Spengler                  |

## Volley-ball
| Épreuves         | Or | Argent | Bronze |
| ---------------- | --- | --- | --- |
| Tournoi masculin | Pologne Bronisław Bebel Ryszard Bosek Wiesław Gawłowski Marek Karbarz Lech Łasko Zbigniew Lubiejewski Mirosław Rybaczewski Włodzimierz Sadalski Edward Skorek Włodzimierz Stefański Tomasz Wójtowicz Zbigniew Zarzycki | Union soviétique Iefim Choulak Vladimir Dorokhov Aleksandr Ermilov Vladimir Kondra Oleh Moliboha Vladimir Oulanov Anatoliy Polishchuk Aleksandr Savin Pāvels Seļivanovs Youri Starounski Vladimir Tchernikhov Vyacheslav Zaytsev | Cuba Alfredo Figueredo Víctor García Diego Lapera Leonel Marshall, Sr. Ernesto Martínez Lorenzo Martínez Jorge Pérez Antonio Rodríguez Carlos Salas Victoriano Sarmientos Jesús Savigne Raúl Vilches |
| Tournoi féminin  | Japon Yuko Arakida Takako Iida Katsuko Kanesaka Kiyomi Kato Echiko Maeda Noriko Matsuda Mariko Okamoto Takako Shirai Shoko Takayanagi Hiromi Yano Juri Yokoyama Mariko Yoshida                                         | Union soviétique Larisa Bergen Zoïa Iousova Olga Kozakova Natalia Kouchnir Nina Mouradian Lilia Osadchaya Anna Rostova Lioubov Roudovskaïa Inna Ryskal Lioudmila Shchetinina Nina Smoleïeva Lioudmila Tchernichova               | Corée du Sud Baik Myung-sun Byon Kyung-ja Chang Hee-sook Jo Hae-chung Jung Soon-ok Lee Soon-bok Lee Soon-ok Ma Kum-ja Park Mi-kum Yoon Young-nae Yu Jung-hyae Yu Kyung-hwa                           |

## Water-polo
| Épreuves         | Or | Argent | Bronze |
| ---------------- | --- | --- | --- |
| Tournoi masculin | Hongrie Gábor Csapó Tibor Cservenyák Tamás Faragó György Gerendás György Horkai György Kenéz Ferenc Konrád Endre Molnár László Sárosi Attila Sudár István Szívós, Jr. | Italie Alberto Alberani Silvio Baracchini Luigi Castagnola Vincenzo D'Angelo Marcello Del Duca Gianni De Magistris Riccardo De Magistris Alessandro Ghibellini Sante Marsili Umberto Panerai Roldano Simeoni | Pays-Bas Alex Boegschoten Ton Buunk Piet de Zwarte Andy Hoepelman Evert Kroon Nico Landeweerd Hans Smits Gijze Stroboer Rik Toonen Hans van Zeeland Jan Evert Veer |